# 2006年度壹電視大獎得獎名單
2006年度壹電視大獎得獎名單於2006年頒發。

## 十大電視節目
- 第一位：我的野蠻奶奶
- 第二位：阿旺新傳
- 第三位：酒店風雲
- 第四位：學警雄心
- 第五位：識法代言人
- 第六位：殘酷一叮
- 第七位：Yummy Yummy
- 第八位：妙手仁心III
- 第九位：隨時候命
- 第十位：情陷夜中環

## 十大電視藝人
- 第一位：湯盈盈（5103票）
- 第二位：宣　萱（4048票）
- 第三位：黃宗澤（3031票）
- 第四位：郭晉安（2897票）
- 第五位：汪明荃（1845票）
- 第六位：郭可盈（1802票）
- 第七位：胡杏兒（1764票）
- 第八位：廖碧兒（1715票）
- 第九位：佘詩曼（1539票）
- 第十位：陳　豪（1519票）

## 其他獎項
- 2006壹電視 最有前途男藝人：崔建邦（5812票）
- 2006壹電視 最有前途女藝人：薛凱琪（5179票）
- 金至尊珠寶 最具女性美典範大獎：宣萱
- 奇華餅家 精湛演技藝人大獎：胡杏兒
- 喜居樂 新一代魅力之星大獎：薛凱琪
- Ferti 星鑽魅力大獎：廖碧兒
- Happy Shop 最具活力藝人大獎：黃宗澤
- Yumei 皙白瑩肌大獎：鍾嘉欣
- Lady Svenson 豐盈秀髮動人大獎：向海嵐
- Philips 星勢非凡大獎：郭晉安